# شبدر خودروی
شبدر خودروی، شبدر پاخرگوشی (نام علمی: Trifolium arvense) نام یک گونه از سرده شبدر است.